# Batunyana
Batunyana is een bestuurslaag in het regentschap Tegal van de provincie Midden-Java, Indonesië. Batunyana telt 1423 inwoners (volkstelling 2010).